# Crézilles
Crézilles település Franciaországban, Meurthe-et-Moselle megyében. Lakosainak száma 301 fő (2022. január 1.). Crézilles Allain, Bagneux, Blénod-lès-Toul, Bulligny, Moutrot és Ochey községekkel határos.

## Népesség
A település népességének változása:
| Lakosok száma | 185  | 166  | 199  | 276  | 279  | 281  | 282  | 294  | 292  | 301  |
|               | 1968 | 1982 | 1990 | 2006 | 2013 | 2015 | 2017 | 2019 | 2020 | 2022 |